# 有間ダム

有間ダムおよび名栗湖。左がダム堤（2021年1月）

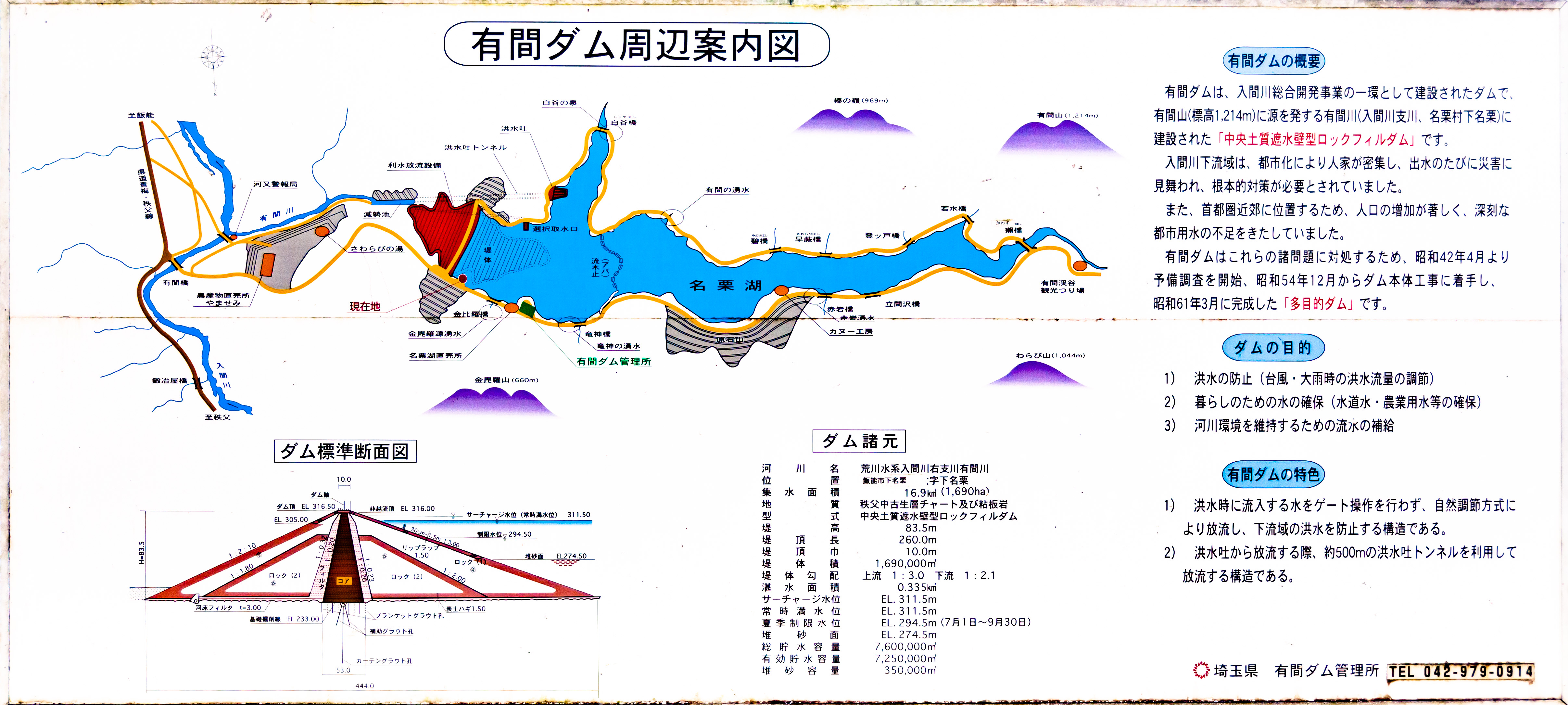
有間ダム諸元・周辺案内図

有間ダム（ありまダム）は、埼玉県飯能市下名栗にある多目的ダム。型式はロックフィルダム。

## 概要
入間川支流の有間川下流に1986年（昭和61年）完成した多目的ダム。埼玉県営の第1号ダムとなっている。ダム湖は名栗湖と名付けられた。洪水調節のため季節により貯水量が異なり、夏季は水位が低い。周辺には日帰り入浴施設「さわらびの湯」、名栗カヌー工房、有間渓谷観光釣場がある。

## 周辺
- 名栗渓谷
- 有間渓谷

## 写真

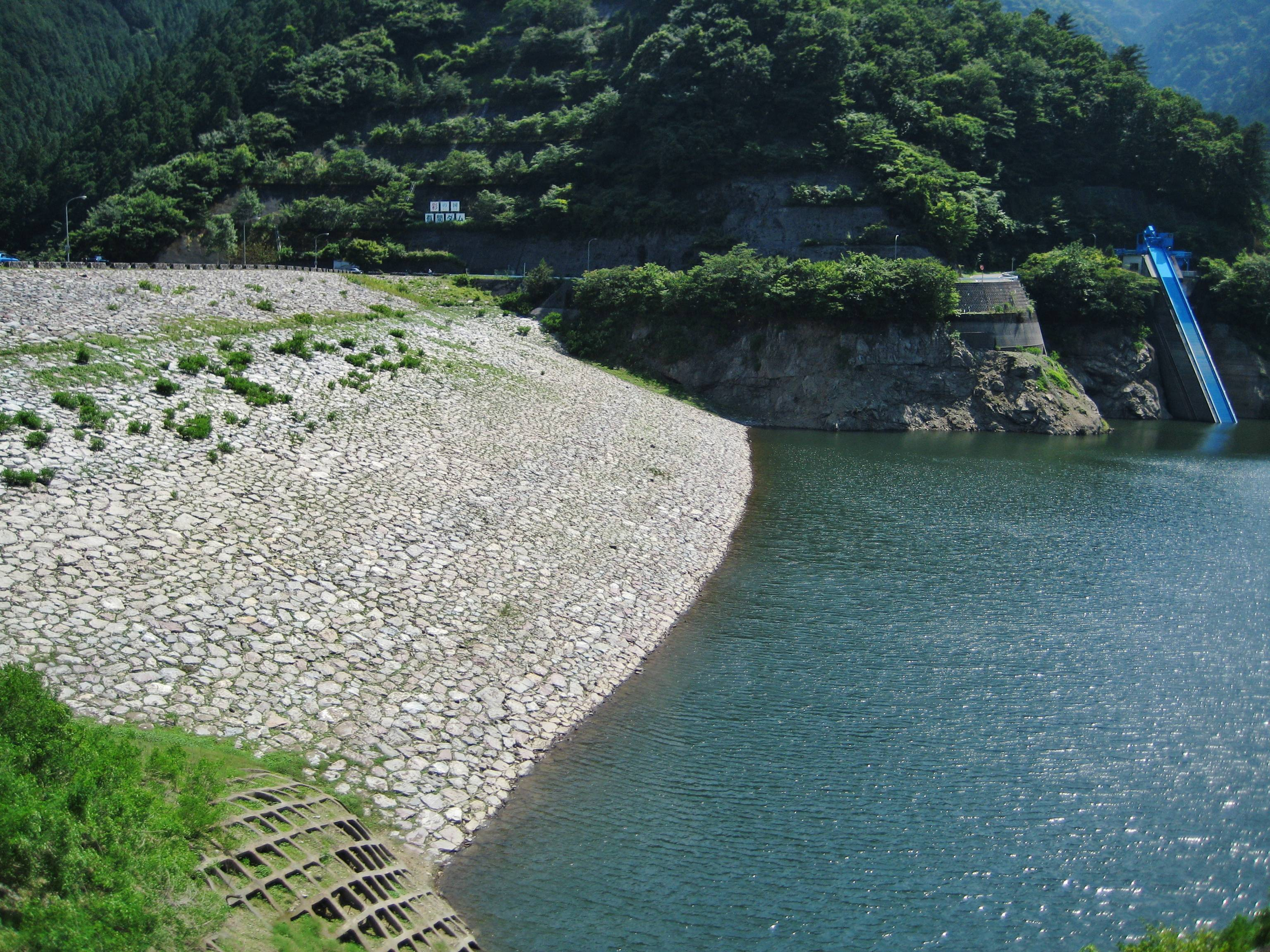
ダム堤と名栗湖
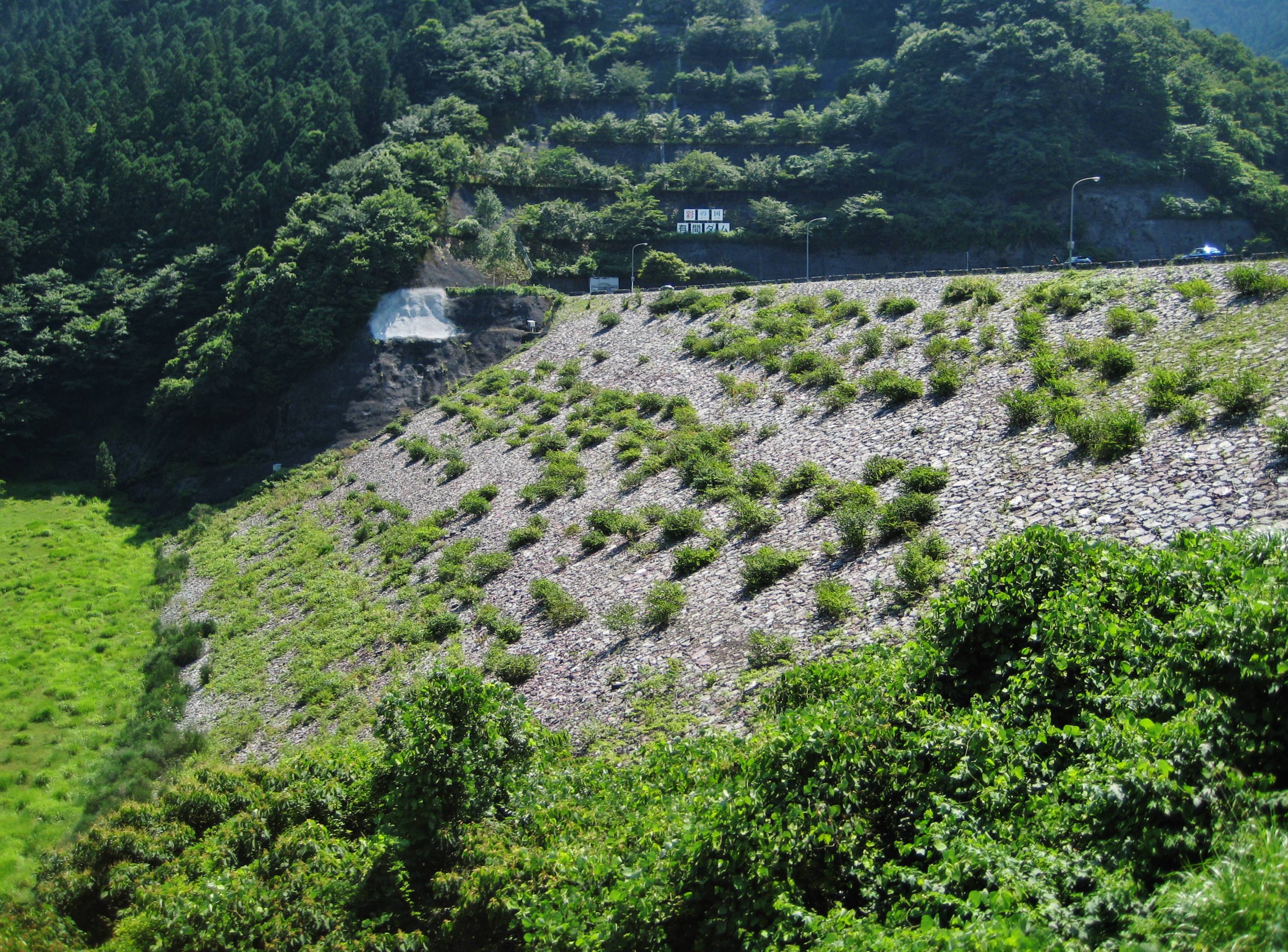
ダム堤（湖の反対側）